# Bland (Virginie)
Pour les articles homonymes, voir Bland.
La census-designated place de Bland est le siège du comté de Bland, dans le Commonwealth de Virginie, aux États-Unis. Lors du recensement de 2010, sa population s’élevait à 409 habitants.

## Source
- (en) Cet article est partiellement ou en totalité issu de l’article de Wikipédia en anglais intitulé « Bland, Virginia » (voir la liste des auteurs).